# یواس‌اس ملوکتا (ای‌کی-۱۳۱)
یواس‌اس ملوکتا (ای‌کی-۱۳۱) (به انگلیسی: USS Melucta (AK-131)) یک کشتی بود که طول آن ۴۴۱ فوت ۶ اینچ (۱۳۴٫۵۷ متر) بود. این کشتی در سال ۱۹۴۴ ساخته شد.